# 게피드족

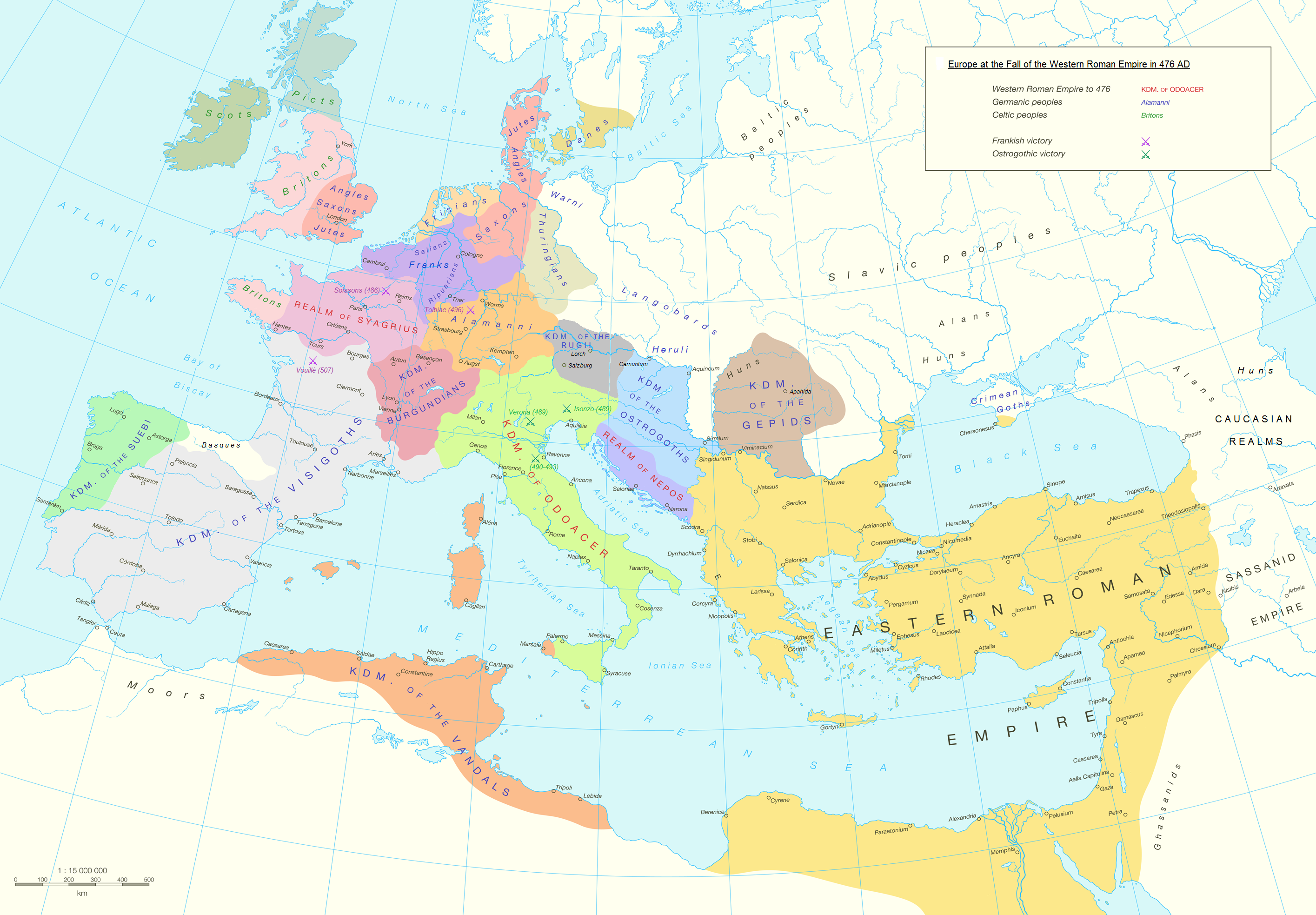
기원후 476년의 유럽과 근동 지도

게피드족(라틴어: Gepidae, Gipedae, 고대 그리스어: Γήπαιδες)은 대략 티서강, 사바강과 카르파티아 산맥 사이(오늘날의 루마니아, 헝가리, 세르비아에 걸침)에 분포하던 동게르만계 부족이다. 고트족이나 반달족과 비슷한 신앙과 언어를 가졌다고 전해진다. 이들은 고고학적 흔적을 거의 남기지 않았다.

## 역사
서기 3세기 로마 사료에 처음 등장한다. 이들은 4세기에 훈 제국에 편입된 주요한 민족 중 하나였다. 아틸라 사후 게피드족은 아르다리크(Ardaric)를 왕으로 세우고 훈 제국에 속해있던 이민족들의 동맹을 이끌어 454년 네다오 전투에서 아틸라의 아들들과 그 동맹을 격파했다. 이후 게피드족과 동맹 민족들은 다뉴브강 중류 일대에 왕국들을 세워 로마 제국과 국경을 접하였는데, 그 중 게피드족의 왕국이 가장 오래 갔고 도성은 시르미움이었다. 그 영토는 로마 제국의 구 다키아 속주 대부분을 차지하였다. 약 100년이 지나 567년에 랑고바르드족과 아바르족이 쳐들어왔을 때 비잔틴 제국의 도움을 받지 못하고 멸망했으며, 랑고바르드 왕 알보인(Alboin)은 마지막 게피드왕 쿠니문드(Cunimund)를 죽이고 그 딸 로자문드(Rosamund)와 강제로 결혼했다.

## 같이 보기
- 고트인